# Tryckvåg
En tryckvåg (även känt som stöt, stötvåg och chockvåg) är en våg som rör sig i luft eller vatten, precis som ljud. Skillnaden är att en tryckvåg är mycket kraftfullare och ofta bara rymmer en enda våglängd, en kraftig puls som far fram genom mediet. För den som blir drabbad av den känns det som en osynlig vägg som träffar en med stor kraft. Mycket kraftiga tryckvågor kan förstöra hela städer. Tryckvågor kan avges av explosioner, vulkaner, blixtnedslag, kärnvapen och vid övergången mellan under- och överljudshastighet.

## Matematisk beskrivning
Mediets kontinuerlighetsekvation  {\displaystyle {\partial \rho  \over \partial t}+{\partial q \over \partial x}=0}   ({\displaystyle \rho } är mediets täthet, q={\displaystyle \rho }v, v är mediets hastighet) med villkor att q=Q({\displaystyle \rho }) leder till ekvationen för tätheten {\displaystyle {\partial \rho  \over \partial t}+c(\rho ){\partial \rho  \over \partial x}=0} (*), där c({\displaystyle \rho })=Q'({\displaystyle \rho }). (*) är faktiskt en variant av vågekvation. Beroendet av c på ρ leder till att, så att säga, olika tätheter utbreder sig med olika hastigheter (ju större är täthet desto snabbare (för c'({\displaystyle \rho })>0)). Detta innebär att den i mediet fortplantande vågens form ändrar sig med tidens lopp.

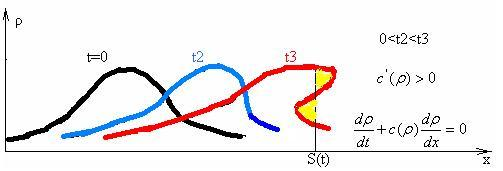
Olika tätheter utbreder sig med olika hastigheter.

Det finns sådan tid T, efter vilken vågens profil förlorar sin entydighet i något intervall dx, där beroendet ρ(x) blir tretydigt. Det är klart att det är omöjligt för en och samma punkt i mediet att inneha tre olika tätheter, och, för att tolka sådant här icke-naturligt resultat på mera fysiskt sätt, ersätter man tretydiga intervallet med icke-kontinuerlig övergång mellan två tätheterna (och inte bara mellan dem utan också mellan q, temperaturer osv). Icke-kontinuerliga övergångens läge S(t) på x-axeln för varjet t>T kan i principen finnas från villkoret att ytorna under {\displaystyle \rho }(x) kurvorna för kontinuerligt och icke-kontinuerligt fall måste vara lika (dvs måste de gulfärgade ytorna på teckningen vara lika). Med andra ord, det finns en abstrakt yta i mediet som är gränsen mellan två områden med två olika tätheter och denna yta förflyttar sig med tidens lopp. Tryckvågen är just denna förflyttning. Och det är just vågekvationens icke-linjäritet (c=c(ρ)) som står bakom tryckvågens tillkomst. Förflyttningens hastighet är förknippad med q och ρ på båda sidorna av icke-kontinuerligheten: 
{\displaystyle {\partial S(t) \over \partial t}={Q(\rho 1)-Q(\rho 2) \over \rho 1-\rho 2}}
För att beakta det faktum att i mediet fortplantande vågor kan slockna, måste q skrivas som {\displaystyle q=Q(\rho )-\eta {\partial \rho  \over \partial x}} (η=const>0), och ekvationen (*) blir till {\displaystyle {\partial \rho  \over \partial t}+c(\rho ){\partial \rho  \over \partial x}=\eta {\partial ^{2}\rho  \over \partial x^{2}}}. Även om η är mycket litet, tretydiga intervallen (och därför nödvändighet att ta upp ögonblickliga övergångar) försvinner i princip. Hur stora täthetsändringar som helst är dock fortfarande möjliga, men dessa blir nu kontinuerliga, även om de kan uppta hur litet rum som helst. Mediets icke-linjäritet och dissipation ”kämpar” med varann, och i rejäla media är det ofta så att vågen slocknar innan tryckvågen (strikt talat – tryckvågsliknande vågen) uppstår (till skillnad från media utan dissipation (η=0) där rentav en mycket liten icke-linjäritet gör tryckvågens uppkomst oundviklig (fast kanske om en ganska lång tid)).